# Lijst van voetbalinterlands Finland - Roemenië
Deze lijst van voetbalinterlands is een overzicht van alle officiële voetbalwedstrijden tussen de nationale teams van Finland en Roemenië. De landen speelden tot op heden dertien keer tegen elkaar, te beginnen met een kwalificatiewedstrijd voor het Europees kampioenschap voetbal 1972, die werd gespeeld in Boekarest op 11 oktober 1970 in Boekarest. Het laatste duel, een groepswedstrijd tijdens de UEFA Nations League 2022/23, vond plaats op 23 september 2022 in Helsinki.

## Wedstrijden
| №  | Plaats    | Datum             | Competitie                  | Wedstrijd          | Uitslag |
| -- | --------- | ----------------- | --------------------------- | ------------------ | ------- |
| 1  | Boekarest | 11 oktober 1970   | EK 1972 kwalificatie        | Roemenië – Finland | 3 – 0   |
| 2  | Helsinki  | 22 september 1971 | EK 1972 kwalificatie        | Finland – Roemenië | 0 – 4   |
| 3  | Helsinki  | 20 september 1972 | WK 1974 kwalificatie        | Finland – Roemenië | 1 – 1   |
| 4  | Boekarest | 14 oktober 1973   | WK 1974 kwalificatie        | Roemenië – Finland | 9 – 0   |
| 5  | Helsinki  | 6 juni 1985       | WK 1986 kwalificatie        | Finland – Roemenië | 1 – 1   |
| 6  | Timișoara | 28 augustus 1985  | WK 1986 kwalificatie        | Roemenië – Finland | 2 – 0   |
| 7  | Boekarest | 18 augustus 2004  | WK 2006 kwalificatie        | Roemenië – Finland | 2 – 1   |
| 8  | Helsinki  | 8 oktober 2005    | WK 2006 kwalificatie        | Finland – Roemenië | 0 – 1   |
| 9  | Helsinki  | 14 oktober 2014   | EK 2016 kwalificatie        | Finland – Roemenië | 0 – 2   |
| 10 | Boekarest | 8 oktober 2015    | EK 2016 kwalificatie        | Roemenië – Finland | 1 – 1   |
| 11 | Ploiești  | 5 juni 2018       | Vriendschappelijk           | Roemenië − Finland | 2 − 0   |
| 12 | Boekarest | 11 juni 2022      | UEFA Nations League 2022/23 | Roemenië – Finland | 1 − 0   |
| 13 | Helsinki  | 23 september 2022 | UEFA Nations League 2022/23 | Finland − Roemenië | 1 − 1   |

## Samenvatting
| Competitie          | Totaal gespeeld | Winst Finland | Gelijk | Winst Roemenië | Doelsaldo Finland – Roemenië |
| ------------------- | --------------- | ------------- | ------ | -------------- | ---------------------------- |
| WK-kwalificatie     | 6               | 0             | 2      | 4              | 3 − 16                       |
| EK-kwalificatie     | 4               | 0             | 1      | 3              | 1 − 10                       |
| UEFA Nations League | 2               | 0             | 1      | 1              | 1 − 2                        |
| Vriendschappelijk   | 1               | 0             | 0      | 1              | 0 − 2                        |
| Totaal              | 13              | 0             | 4      | 9              | 5 − 30                       |

Wedstrijden bepaald door strafschoppen worden, in lijn met de FIFA, als een gelijkspel gerekend.

## Details

### Eerste ontmoeting
| EK 1972 kwalificatie (Boekarest, Roemenië, 11 oktober 1970):                              |       |         |
| Roemenië                                                                                  | 3 – 0 | Finland |
| Florea Dumitrache 28' Florea Dumitrache 42' Radu Nunweiller 77'                           | goals |         |
| - Debuut van Iosif Vigu (Steaua Boekarest) en Florian Dumitrescu (UT Arad) voor Roemenië. |       |         |

### Tweede ontmoeting
| EK 1972 kwalificatie (Helsinki, Finland, 22 september 1971): |       |                                                                                             |
| Finland                                                      | 0 – 4 | Roemenië                                                                                    |
|                                                              | goals | 25' Anghel Iordănescu 37' Niculae Lupescu 55' (pen.) Emerich Dembrovschi 64' Mircea Lucescu |

### Negende ontmoeting
| EK 2016 kwalificatie (scheidsrechter Paolo Tagliavento, Helsinki, 14 oktober 2014):                                                                                       |              | |
| Finland | 0 – 2        | Roemenië |
| | goals        | 54' Bogdan Stancu 83' Bogdan Stancu |
| Mika-Matti Paatelainen | bondscoach   | Victor Pițurcă |
| Niki Mäenpää Kari Arkivuo Niklas Moisander Joona Toivio Jarkko Hurme Roman Jerjomenko Tim Sparv Kasper Hämäläinen 74' Përparim Hetemaj 64' Alexander Ring Teemu Pukki 46' | opstellingen | Ciprian Tătărușanu Răzvan Raț Srgian Luchin Vlad Chiricheș Dragoș Grigore Gabriel Torje 49' Alexandru Chipciu 84' Cristian Tănase Ovidiu Hoban Mihai Pintilii 86' Bogdan Stancu |
| Riku Riski 46' Joel Pohjanpalo 64' Eero Markkanen 74' | wissels      | 49' Lucian Sânmărtean 84' Gabriel Enache 86' Raul Rusescu |
| | gele kaarten | 8' Cristian Tănase 44' Bogdan Stancu 80' Dragoș Grigore |
| Alexander Ring 52', 56' | rode kaarten | |
| - Honderdste interland van Răzvan Raț (PAOK Thessaloniki) voor Roemenië.                                                                                                  |              | |

### Tiende ontmoeting
| EK 2016 kwalificatie (scheidsrechter Craig Thomson, Boekarest, 8 oktober 2015):                                                                                               |              | |
| Roemenië | 1 – 1        | Finland |
| Ovidiu Hoban 90+2' | goals        | 66' Joel Pohjanpalo |
| Anghel Iordănescu | bondscoach   | Markku Kanerva |
| Ciprian Tătărușanu Paul Papp Vlad Chiricheș Dragoș Grigore Răzvan Raț Ovidiu Hoban Lucian Sânmărtean Bogdan Stancu 69' Alexandru Chipciu 60' Claudiu Keșerü Gabriel Torje 87' | opstellingen | Lukáš Hrádecký Jere Uronen 62' Paulus Arajuuri Niklas Moisander Përparim Hetemaj Markus Halsti 64' Kari Arkivuo Rasmus Schüller Alexander Ring Teemu Pukki 77' Joel Pohjanpalo |
| Alexandru Maxim 60' Florin Andone 69' Adrian Popa 87' | wissels      | 62' Joona Toivio 64' Ville Jalasto 77' Kasper Hämäläinen |
| | gele kaarten | 49' Joel Pohjanpalo 54' Markus Halsti 73' Joona Toivio 82' Përparim Hetemaj |

Finse voetbalbond · A-internationals · Bondscoaches · Statistieken · Fins vrouwenelftal · Olympisch elftal · Finland U21 · Finland U20 · Finland U19 · Finland U18 · Finland U17 · Finland U16
1911 – 1919 ·
1920 – 1929 ·
1930 – 1939 ·
1940 – 1949 ·
1950 – 1959 ·
1960 – 1969 ·
1970 – 1979 ·
1980 – 1989 ·
1990 – 1999 ·
2000 – 2009 ·
2010 – 2019 ·
2020 − 2029
EK 2020
OS 1912 ·
OS 1936 ·
OS 1952 ·
OS 1980
1911 · 
1912 · 
1913 · 
1914 · 
1915 · 1916 · 1917 · 1918 · 
1919 · 
1920 · 
1921 · 
1922 · 
1923 · 
1924 · 
1925 · 
1926 · 
1927 · 
1928 · 
1929 · 
1930 · 
1931 · 
1932 · 
1933 · 
1934 · 
1935 · 
1936 · 
1937 · 
1938 · 
1939 · 
1940 · 
1941 · 
1942 · 
1943 · 
1944 · 
1945 · 
1946 · 
1947 · 
1948 · 
1949 · 
1950 · 
1952 · 
1952 · 
1953 · 
1954 · 
1955 · 
1956 · 
1957 · 
1958 · 
1959 · 
1960 · 
1961 · 
1962 · 
1963 · 
1964 · 
1965 · 
1966 · 
1967 · 
1968 · 
1969 · 
1970 · 
1971 · 
1972 · 
1973 · 
1974 · 
1975 · 
1976 · 
1977 · 
1978 · 
1979 · 
1980 · 
1981 · 
1982 · 
1983 · 
1984 · 
1985 · 
1986 · 
1987 · 
1988 · 
1989 · 
1990 · 
1991 · 
1992 · 
1993 · 
1994 · 
1995 · 
1996 · 
1997 · 
1998 · 
1999 · 
2000 · 
2001 · 
2002 · 
2003 · 
2004 · 
2005 · 
2006 · 
2007 · 
2008 · 
2009 · 
2010 · 
2011 · 
2012 · 
2013 · 
2014 · 
2015 · 
2016 · 
2017 · 
2018 ·
2019 ·
2020
Albanië ·
Algerije ·
Andorra ·
Armenië ·
Azerbeidzjan ·
Bahrein ·
Barbados ·
België ·
Bermuda ·
Bolivia ·
Bosnië en Herzegovina ·
Brazilië ·
Bulgarije ·
Canada ·
Chili ·
China ·
Colombia ·
Costa Rica ·
Cyprus ·
Denemarken ·
DDR ·
(West-)Duitsland ·
Ecuador ·
Egypte ·
Engeland ·
Estland ·
Faeröer ·
Frankrijk ·
Georgië ·
Griekenland ·
Honduras ·
Hongarije ·
Ierland ·
IJsland ·
India ·
Irak ·
Israël ·
Italië ·
Japan ·
Jemen ·
Joegoslavië ·
Jordanië ·
Kameroen ·
Kazachstan ·
Koeweit ·
Kosovo ·
Kroatië ·
Letland ·
Liechtenstein ·
Litouwen ·
Luxemburg ·
Maleisië ·
Malta ·
Marokko ·
Mexico ·
Moldavië ·
Montenegro ·
Nederland ·
Noord-Ierland ·
Noord-Korea ·
Noord-Macedonië ·
Noorwegen ·
Oekraïne · 
Oman ·
Oostenrijk ·
Peru ·
Polen ·
Portugal ·
Qatar ·
Roemenië ·
Rusland ·
San Marino ·
Saoedi-Arabië ·
Schotland ·
Servië ·
Servië en Montenegro ·
Singapore ·
Slovenië ·
Slowakije ·
Sovjet-Unie ·
Spanje ·
Thailand ·
Trinidad en Tobago ·
Tsjechië ·
Tsjecho-Slowakije ·
Tunesië ·
Turkije ·
Uruguay ·
Verenigde Arabische Emiraten ·
Verenigde Staten ·
Wales ·
Wit-Rusland ·
Zuid-Korea ·
Zweden ·
Zwitserland
België (2021) · 
Denemarken (2021) · 
Rusland (2021)
FRF · A-internationals · Selecties · Bondscoaches · Statistieken · Roemeens vrouwenelftal · Olympisch elftal · Roemenië U21 · Roemenië U20 · Roemenië U19 · Roemenië U18 · Roemenië U17 · Roemenië U16
1922 – 1929 · 
1930 – 1939 · 
1940 – 1949 · 
1950 – 1959 · 
1960 – 1969 · 
1970 – 1979 · 
1980 – 1989 · 
1990 – 1999 · 
2000 – 2009 · 
2010 – 2019 · 
2020 – 2029
EK's: 1984 · 
1996 · 
2000 · 
2008 · 
2016 · 
2024
WK's: 1930 · 
1934 · 
1938 · 
1970 · 
1990 · 
1994 · 
1998
OS: 1924 · 
1952 · 
1964 · 
2020
1922 · 
1923 · 
1924 · 
1925 · 
1926 · 
1927 · 
1928 · 
1929 · 
1930 · 
1931 · 
1932 · 
1933 · 
1934 · 
1935 · 
1936 · 
1937 · 
1938 · 
1939 · 
1940 · 
1941 · 
1942 · 
1943 · 
1944 · 
1945 · 
1946 · 
1947 · 
1948 · 
1949 · 
1950 · 
1952 · 
1952 · 
1953 · 
1954 · 
1955 · 
1956 · 
1957 · 
1958 · 
1959 · 
1960 · 
1961 · 
1962 · 
1963 · 
1964 · 
1965 · 
1966 · 
1967 · 
1968 · 
1969 · 
1970 · 
1971 · 
1972 · 
1973 · 
1974 · 
1975 · 
1976 · 
1977 · 
1978 · 
1979 · 
1980 · 
1981 · 
1982 · 
1983 · 
1984 · 
1985 · 
1986 · 
1987 · 
1988 · 
1989 · 
1990 · 
1991 · 
1992 · 
1993 · 
1994 · 
1995 · 
1996 · 
1997 · 
1998 · 
1999 · 
2000 · 
2001 · 
2002 · 
2003 · 
2004 · 
2005 · 
2006 · 
2007 · 
2008 · 
2009 · 
2010 · 
2011 · 
2012 · 
2013 · 
2014 · 
2015 ·
2016 ·
2017 ·
2018 ·
2019 ·
2020 ·
2021 ·
2022 ·
2023
Albanië ·
Algerije ·
Andorra ·
Argentinië ·
Armenië ·
Australië ·
Azerbeidzjan ·
België ·
Bolivia ·
Bosnië en Herzegovina ·
Brazilië ·
Bulgarije ·
Chili ·
China ·
Colombia ·
Congo-Kinshasa ·
Cuba ·
Cyprus ·
DDR ·
Denemarken ·
Duitsland ·
Ecuador ·
Egypte ·
Engeland ·
Estland ·
Faeröer ·
Finland ·
Frankrijk ·
Georgië ·
Griekenland ·
Honduras ·
Hongarije ·
Ierland ·
IJsland ·
Irak ·
Iran ·
Israël ·
Italië ·
Ivoorkust ·
Japan ·
Joegoslavië ·
Kameroen ·
Kazachstan · 
Kosovo · 
Kroatië ·
Letland ·
Liechtenstein ·
Litouwen ·
Luxemburg ·
Malta ·
Marokko ·
Mexico ·
Moldavië ·
Montenegro ·
Nederland ·
Nigeria ·
Noord-Ierland ·
Noord-Macedonië ·
Noorwegen ·
Oekraïne ·
Oostenrijk ·
Paraguay ·
Peru ·
Polen ·
Portugal ·
Rusland ·
San Marino ·
Schotland ·
Servië ·
Slovenië ·
Slowakije ·
Sovjet-Unie ·
Spanje ·
Trinidad en Tobago ·
Tsjechië ·
Tsjecho-Slowakije ·
Tunesië ·
Turkije ·
Turkmenistan ·
Uruguay ·
Verenigde Arabische Emiraten ·
Verenigde Staten ·
Wales ·
Wit-Rusland ·
Zuid-Korea ·
Zweden ·
Zwitserland
Albanië (2016) · 
Frankrijk (2008) · 
Frankrijk (2016) · 
Italië (2008) · 
Nederland (2008) · 
Zwitserland (2016)